# Moulin à tabac Lorillard
Le Lorillard Snuff Mill (en français, Moulin à tabac Lorillard), maintenant connu sous le nom de Lillian and Amy Goldman Stone Mill, est le plus ancien bâtiment de fabrication de tabac existant aux États-Unis. Il a été construit vers 1840 à côté de la rivière Bronx pour compléter un bâtiment antérieur de la même fonction. Le schiste qui compose ses murs a été extrait localement. Il a été déclaré monument historique national en 1977 et est situé à l'intérieur du jardin botanique de New York, lui-même un « Historic Landmark ».

## Histoire

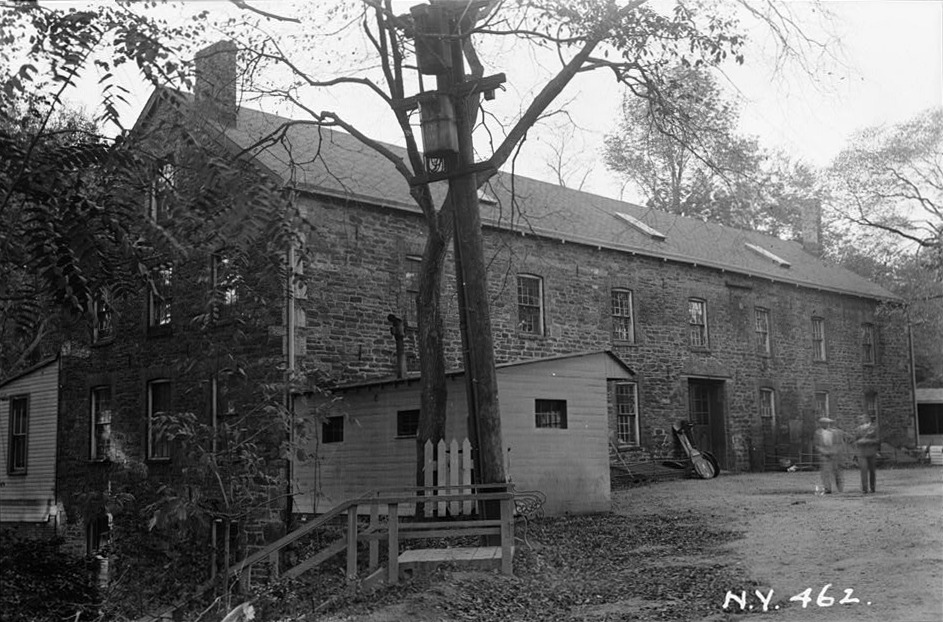
Moulin à tabac en 1936

L'entreprise Lorillard a été fondée par Pierre Abraham Lorillard en 1760. Ses deux fils, Peter et George, ont pris la relève après sa mort pendant la guerre d'indépendance américaine, et ils ont déménagé la partie manufacturière de l'entreprise à cet endroit dans le Bronx en 1792. Peter Lorillard III a construit un manoir de quarante-cinq pièces, un cottage en pierre et des écuries à proximité. Le manoir a brûlé en 1923. La société Lorillard et sa famille ont quitté la propriété dans le Bronx en 1870 après avoir déménagé leur entreprise à Jersey City (New Jersey). Le terrain a été acheté par le gouvernement de New York en 1884 et transféré au New York Botanical Garden en 1915. Le moulin a été conservé par le département des parcs et loisirs de la ville de New York et utilisé pour le stockage et les magasins jusqu'en 1937, date à laquelle il a également été transféré au jardin botanique avec plusieurs autres petites parcelles. Le moulin a été rénové en 1952-1954 et un café et un patio ont été installés sur le côté inférieur face à la rivière Bronx. Une salle de réunion a été aménagée à partir de l'espace qui abritait autrefois du matériel de broyage du tabac à priser. Le bâtiment a fait l'objet d'une restauration de 10,5 millions de dollars en 2010 et est maintenant utilisé pour les bureaux du personnel et une restauration ,. 

## Voir également
- Liste des monuments désignés de New York dans le Bronx
- Registre national des lieux historiques du comté de Bronx, New York